# Francesco Reda
Francesco Reda (Cosenza, 19 de novembro de 1982) é um ciclista italiano. Actualmente corre para a equipa continental Team Idea 2010 ASD.

## Biografia
Converteu-se em profissional em 2007 na pequena equipa italiana OTC Doors-Lauretana, onde Reda destacou rapidamente nos semi-clássicos franceses com um quarto lugar no Tour du Haut-Var de 2007 e a seguir, nos clássicos italianos, conseguindo o quarto lugar na Coppa Agostoni em 2008. Depois destas vitórias, alinhou em 2009 pela equipa Quick Step, com o que terminou quarto no Grande Prêmio de Lugano na sua primeira temporada.
Em 2013 foi suspenso com dois anos por faltar a um controle urinário da UCI em 28 de fevereiro desse ano.
Em 15 de julho de 2015 informou-se que deu positivo por EPO num controle posterior aos Campeonatos da Itália em Estrada. Francesco arriscou-se a uma sanção de por vida pois já foi sancionado anteriormente. Finalmente a sanção foi de oito anos.

## Palmares
2015
- Troféu Edil C
- 1 etapa da An Post Rás
- 2º no Campeonato da Itália em Estrada

## Resultados nas grandes voltas
| Corrida            | 2007 | 2008 | 2009 | 2010 | 2011 | 2012 | 2013 | 2014 | 2015 |
| ------------------ | ---- | ---- | ---- | ---- | ---- | ---- | ---- | ---- | ---- |
| Giro d'Italia      | -    | -    | 139º | Ab.  | 134º | -    | -    | -    | -    |
| Tour de France     | -    | -    | -    | Ab.  | -    | -    | -    | -    | -    |
| Vuelta a España    | -    | -    | -    | -    | -    | -    | -    | -    | -    |
| Mundial em Estrada | -    | -    | -    | -    | -    | -    | -    | -    | -    |

-: não participa

Ab.: abandono